# Aerojet Rocketdyne
Aerojet Rocketdyne är ett företag från USA som framförallt tillverkar motorer till raketer och hypersoniska farkoster. Bolaget har sitt huvudkontor i Sacramento, Kalifornien. 
Aerojet Rocketdyne bildades 2013 genom en sammanslagning av Aerojet och Pratt & Whitney Rocketdyne.
Lockheed Martin meddelade i december 2020 att de tänkte köpa Aerojet Rocketdyne för 4,4 miljarder dollar. I februari 2022 meddelades att affären stoppats av den amerikanska konkurrensmyndigheten.

## Produkter

### Raketmotorer
- RL10 – Utvecklad av Pratt & Whitney på 1950-talet, en av världens mest använda slutstegsraketmotorer.
- RS-25 – Tidigare SSME (Space Shuttle Main Engine). Användes som huvudmotor på de amerikanska rymdfärjorna. Ska användas som huvudmotor på SLS första steg.
- RS-68 – Används till Delta IV som motor för första steget. Den är designad som en förenklad version av RS-25 och är den största vätedrivna raketmotor som har flugit.
- MR103G – Enkomponentsbränsledriven motor
- MR111g – Enkomponentsbränsledriven motor
- MR106L – Enkomponentsbränsledriven motor
- MR107M – Enkomponentsbränsledriven motor
- Blue Origin CCE – raketmotor driven på fast bränsle designad för nödflyktssystemet i Blue Origins rymdkapsel New Shepard. Vid eventuell olyckshändelse tänds dessa motorer och flyger bort kapseln från felande raketsteg.